# Mistrovství světa v letech na lyžích 1985
Mistrovství světa v skocích na lyžích se v roce 1985 konalo 16.-17. března v tehdy jugoslávské Planici na tamním mamutím můstku Letalnica.

## Výsledky
| *                | Sportovec            | Skok | Body | Celkem |
| ---------------- | -------------------- | ---- | ---- | ------ |
| Zlatá medaile    | Matti Nykänen        |      |      |        |
| Stříbrná medaile | Jens Weissflog       |      |      |        |
| Bronzová medaile | Pavel Ploc           |      |      |        |
| 4                | Klaus Ostwald        |      |      |        |
| 5                | Ladislav Dluhoš      |      |      |        |
| 6                | Miran Tepeš          |      |      |        |
| 7                | Tuomo Ylipulli       |      |      |        |
| 8                | Mike Holland         |      |      |        |
| 8                | Thomas Klauser       |      |      |        |
| 10               | Ole Gunnar Fidjestøl |      |      |        |